# 李陞小學

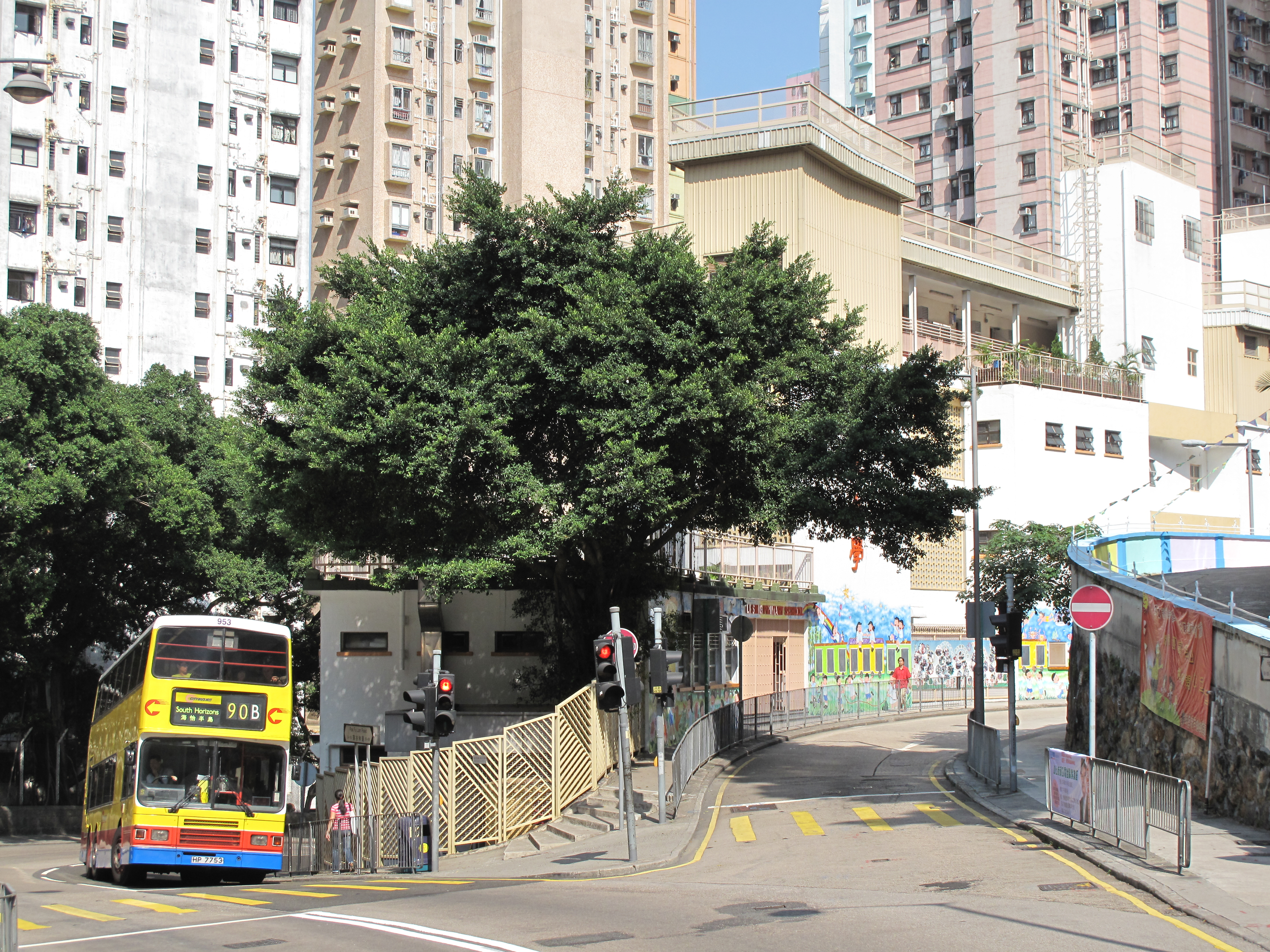
薄扶林道和高街之間的李陞小學，大樹之下白色的建築為西區牙科診所

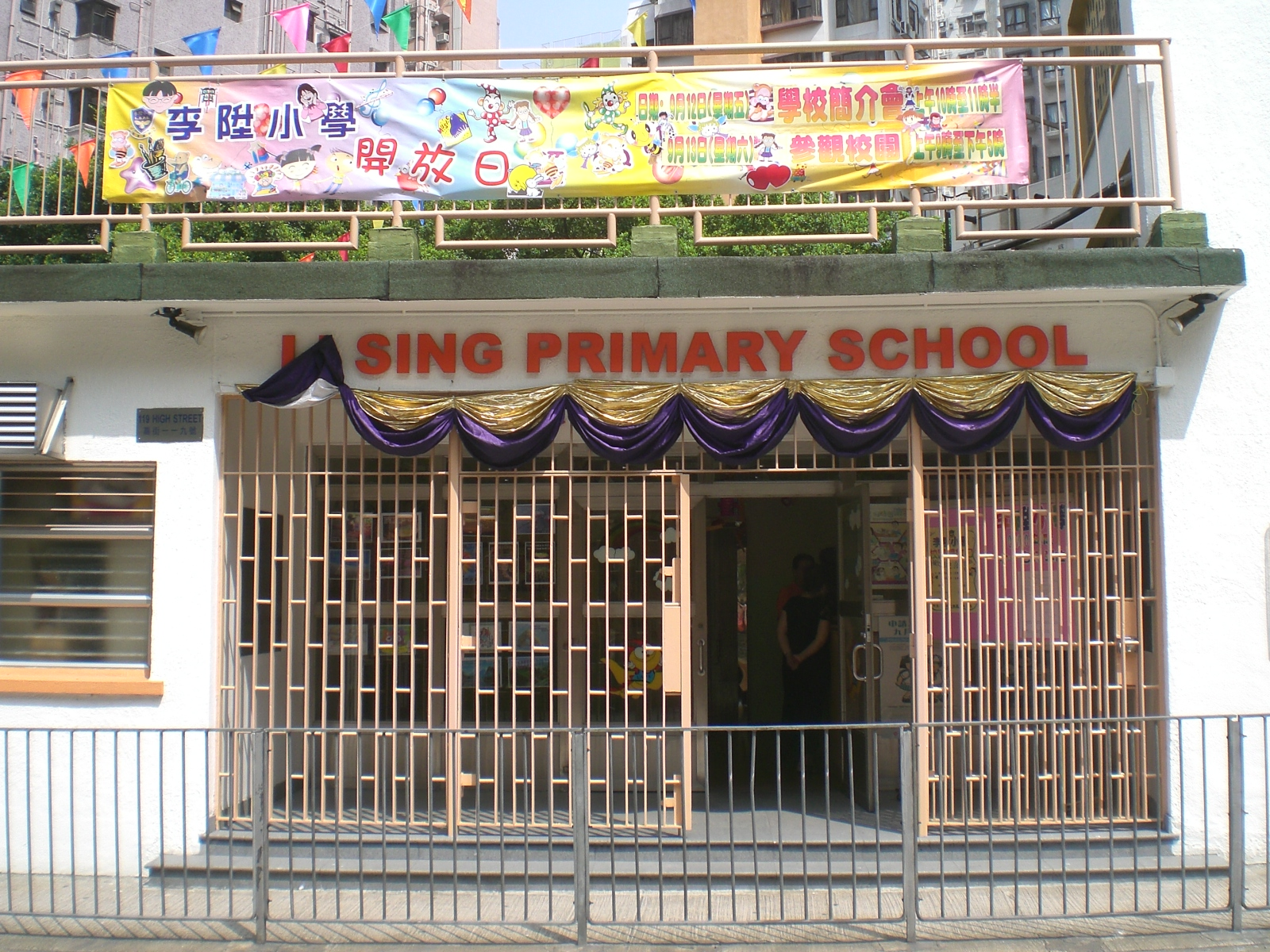
2008年9月的李陞小學正門

李陞小學（英語：Li Sing Primary School）是一所位於香港西營盤的官立小學，創立於1954年。

## 校政管理
歷任校監
- 伍國全 先生[1]
- 鄭偉文 先生
- 唐潔雯 女士

歷任校長
- 1954年至？：徐虹磯 先生[2]
- 韓球豐 先生[3]
- 張經柏 先生[3]
- 楊家富 先生（上午校）[4]
- 陸高應蘭 女士（下午校）
- 劉麗嫻 女士（上午校）[5]
- 冼譚楚雲 女士（下午校）
- 謝寶珠 女士[1]
- 曾國偉 先生
- 余詠莉 女士

歷任副校長
- 余詠莉 女士

## 歷史
李陞小學前名為1950年復校的「羅富國師範專科學校附屬小學」。1953年5月，李寶椿宣布斥資25萬元開設此小學，建於西營盤官立學校的舊址。工程於1954年3月15日開始。李陞小學創立於1954年9月，李寶椿以其先父——十九世紀末香港華人首富李陞命名該校，並於1955年1月31日下午4時由李寶椿先生、港督葛量洪伉儷、教育司高詩雅伉儷舉行揭幕儀式。李陞小學在1954年9月6日落成開課。
因為以前小學不敷應用的關係，李陞小學曾經分為上午校和下午校，共用薄扶林道校舍。後來隨著香港出生率下降和教育改革的關係，教育局於1998年撥款翻新了位於般咸道9A 的羅富國教育學院第二分校校舍，即是拔萃男書室及聯合書院的舊址，作為李陞小學下午校的新校舍，李陞小學下午校後來成為現時的般咸道官立小學，上午校則維持於薄扶林道校舍，兩校均轉為全日制學校。現時李陞小學校舍所在位置原址為官立西營盤書院第二代校舍——薄扶林道校舍。
該校處於薄扶林道和高街的交界，校舍一部份被西區牙科診所所使用。在1992年，該校加裝了有雙層玻璃的隔音窗戶和冷氣設備，改善嘈音污染問題。在1995年進行擴建工程，在原建築物上增加了一層。

## 辦學宗旨
李陞小學致力於為學生創造一個愉快的學習環境，提供一個均衡的課程，誘發學生的潛能，培養他們的自律精神、公民責任感：使他們能明辨是非、尊重別人、關心公益，成為一個自愛、自主、勇敢、 堅強、能克服困難的好學生。實踐校訓「敬業樂群」的精神。

## 校訓
敬 業 樂 群
- 敬 師 愛 生
- 業 精 於 勤
- 樂 善 勇 敢
- 群 策 同 心

## 設備
李陞小學設有標準課室十二間，另設有小班教學室、廣播室、視覺藝術室、音樂室、小組活動室、活動室、電腦室、圖書館、輔導室、學生醫療間、會議室、校長室、教員休息室。此外，還有地窖，供學生集隊、小息及進行體育活動，全部均有空氣調節。各課室均有電視機、錄音機、圖書櫃、熒幕、等設備，為學生提供理想的學習環境。李陞小學現時設有桌上電腦和手提電腦供全校師生使用，學生可透過寬頻網絡搜尋資料。學校亦裝置了無線網絡系統，讓老師可以利用無線網絡系統存取伺服器內資料，在家中處理學校工作及備課。所有課室及特別室均已裝置了多媒體電腦、投射器和實物投映機，方便老師授課及學生利用資訊科技學習

## 著名/傑出校友
- 許淇安（1956年小六上午校）：前警務處處長[10][11]
- 蕭炯柱（1958年小六上午校）：前經濟司及運輸司[12]
- 單周堯（1960年小六上午校）：香港大學中文學院榮譽教授[13][14]
- 麥文本：前警務處助理處長
- 伍穎賢：警務處東九龍總區高級警司 (行政)
- 唐柏泉：香港著名眼科醫生
- 魯榮光：前東華三院馮黃鳳亭中學校長[15]
- 謝俊謙（英语：T.H. Tse）：香港大學計算機科學系名譽教授
- 植耀輝：耀才證券研究部總監
- 呂旻軒（2005年畢業）：2010年會考十優狀元
- 陳永陸（1963年畢業）：香港金融界人士[16]
- 林偉駿：香港商人、759阿信屋創辦人[17]

## 聯繫中學
- 英皇書院
- 庇理羅士女子中學
- 金文泰中學
- 鄧肇堅維多利亞官立中學